# Onthophagus amphinasus
Onthophagus amphinasus är en skalbaggsart som beskrevs av Gilbert John Arrow 1931. Onthophagus amphinasus ingår i släktet Onthophagus och familjen bladhorningar. Inga underarter finns listade i Catalogue of Life.